# Etlingera hemisphaerica
Etlingera hemisphaerica är en enhjärtbladig växtart som först beskrevs av Carl Ludwig von Blume, och fick sitt nu gällande namn av Rosemary Margaret Smith. Etlingera hemisphaerica ingår i släktet Etlingera och familjen Zingiberaceae. Inga underarter finns listade i Catalogue of Life.

## Bildgalleri

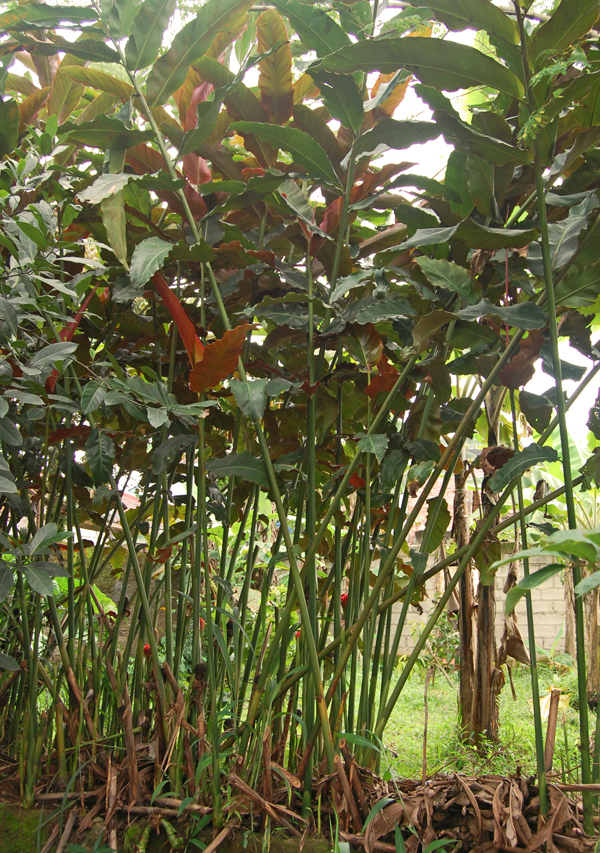
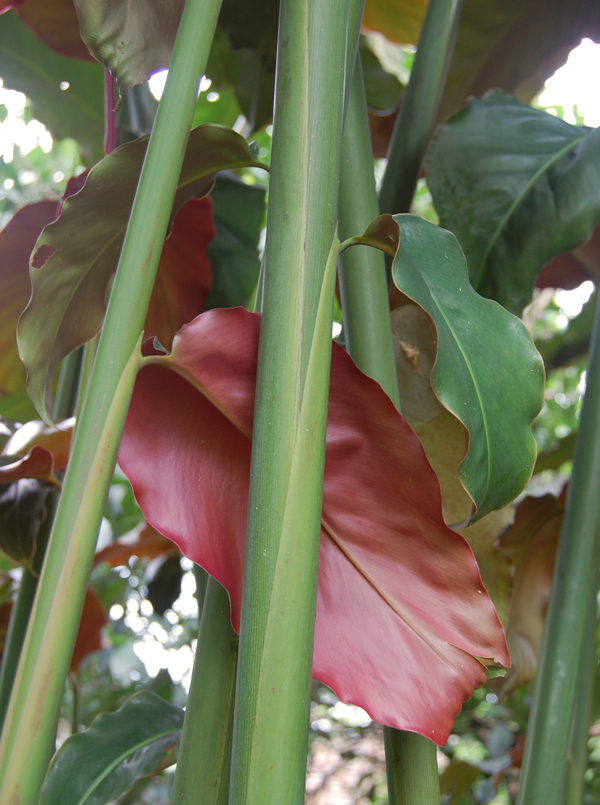
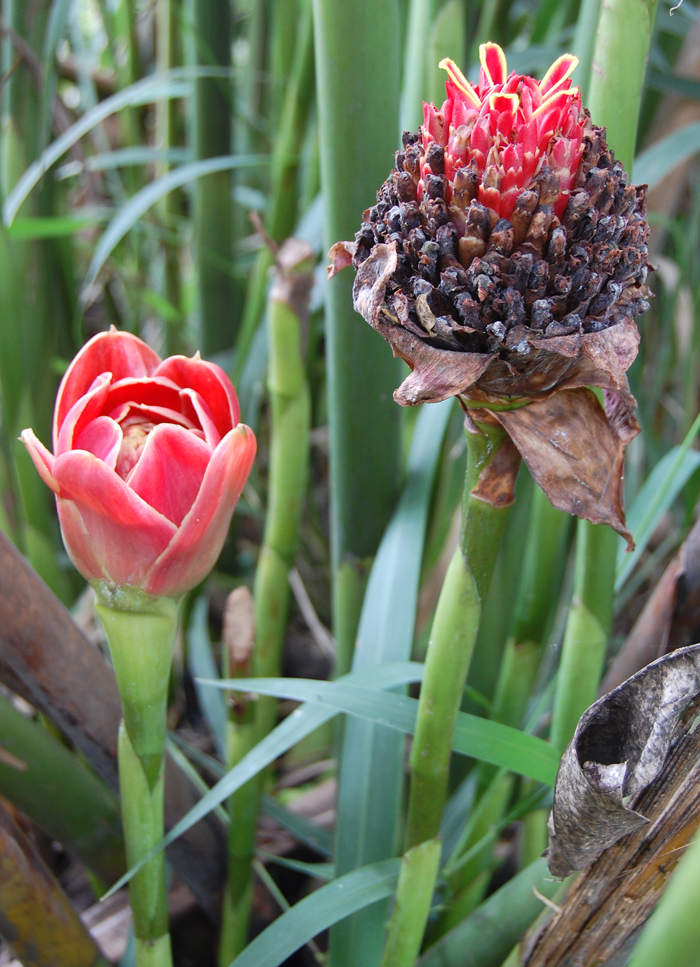
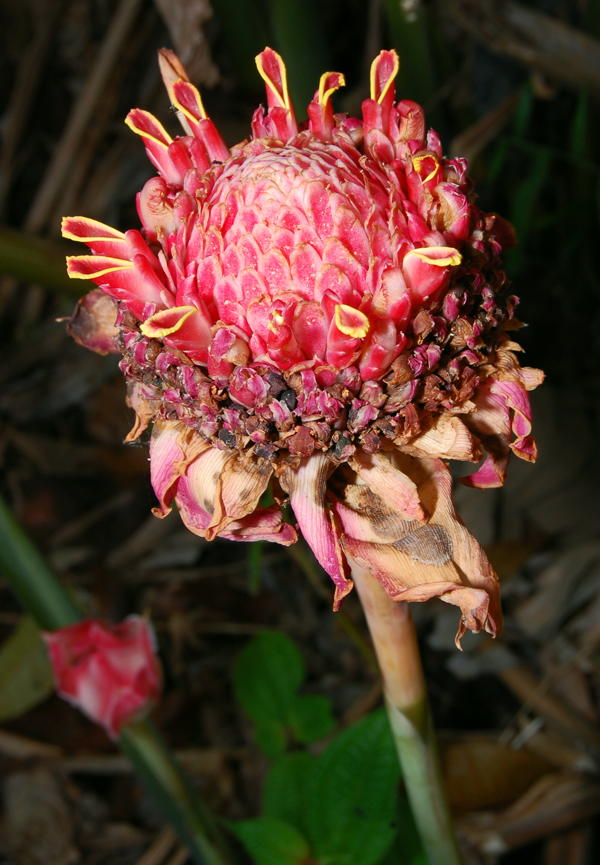